# Doppelgrab von Oberkassel

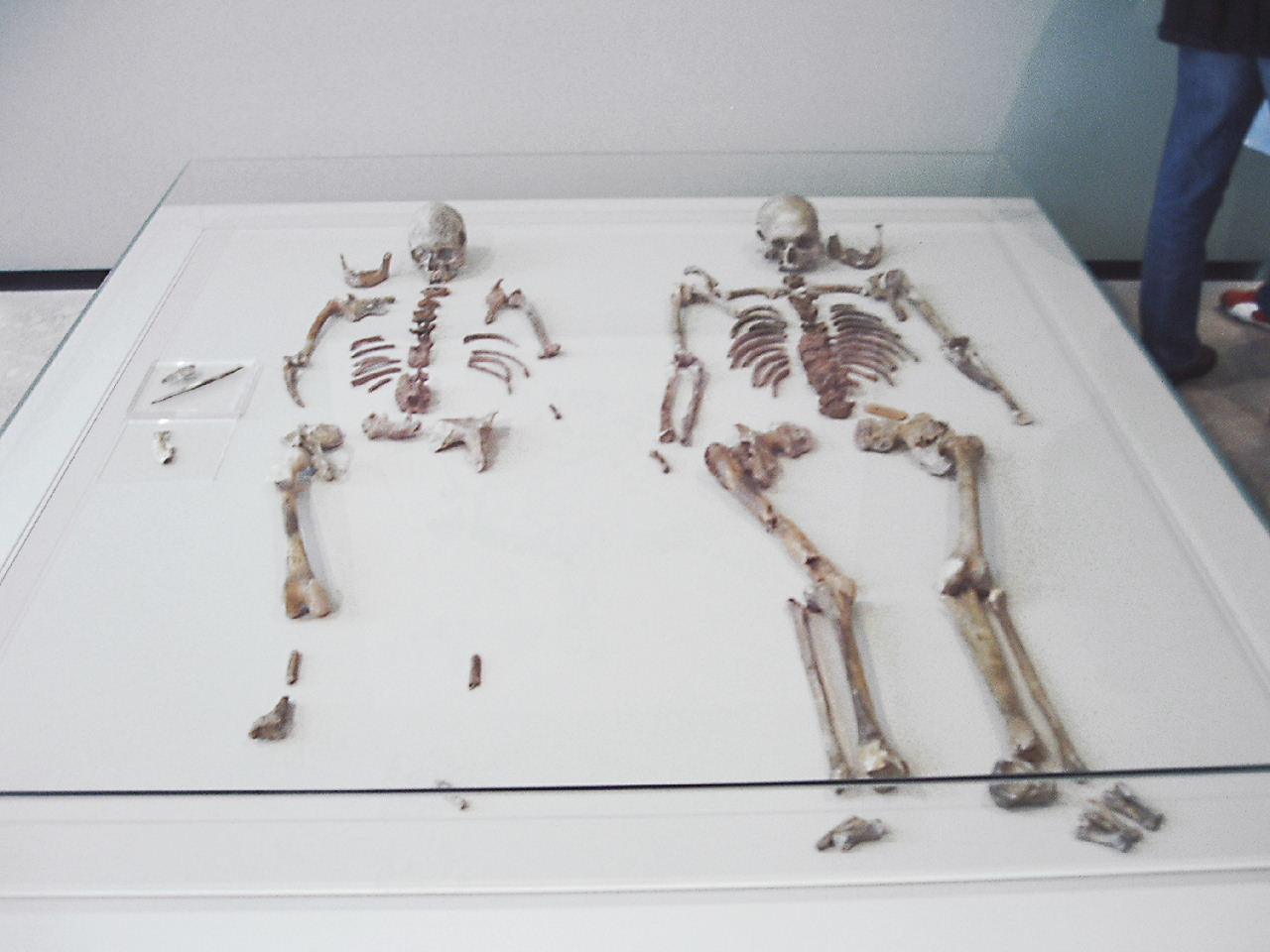
Funde aus dem Oberkasseler Grab: die beiden Skelette, links die sterblichen Überreste der Frau, rechts die des Mannes, an der linken Seite zwei Kulturbeigaben, darunter der Teil eines Hundegebisses

Das Doppelgrab von Oberkassel wurde 1914 von Steinbrucharbeitern im heutigen Bonner Stadtteil Oberkassel entdeckt. Unter flachen Basaltblöcken und eingehüllt von einer spärlichen Lage durch Rötel gefärbten Lehms lagen die Skelette eines etwa 50 Jahre alten Mannes, einer 20- bis 25-jährigen Frau, die Überreste eines Hundes, weitere Tierreste und bearbeitete Tierknochen.
Die gut erhaltenen Skelette aus der Zeit der späteiszeitlichen Federmesser-Gruppen sind gemäß verschiedener 14C-Daten zwischen 13.300 und 14.000 Jahre alt. Damit sind es – nach dem Grab in der Klausenhöhle in Bayern – die zweitältesten Bestattungen des anatomisch modernen Menschen (Homo sapiens) in Deutschland. Die Skelette, die Grabbeigaben und ein Teil des Hundegebisses sind im LVR-Landesmuseum Bonn zu sehen. Anlässlich des 100-jährigen Fundjubiläums zeigte das Museum vom 23. Oktober 2014 bis zum 28. Juni 2015 die Ausstellung Eiszeitjäger – Leben im Paradies. Für diese Ausstellung wurden die Gesichter der beiden Bestatteten rekonstruiert.

## Fund

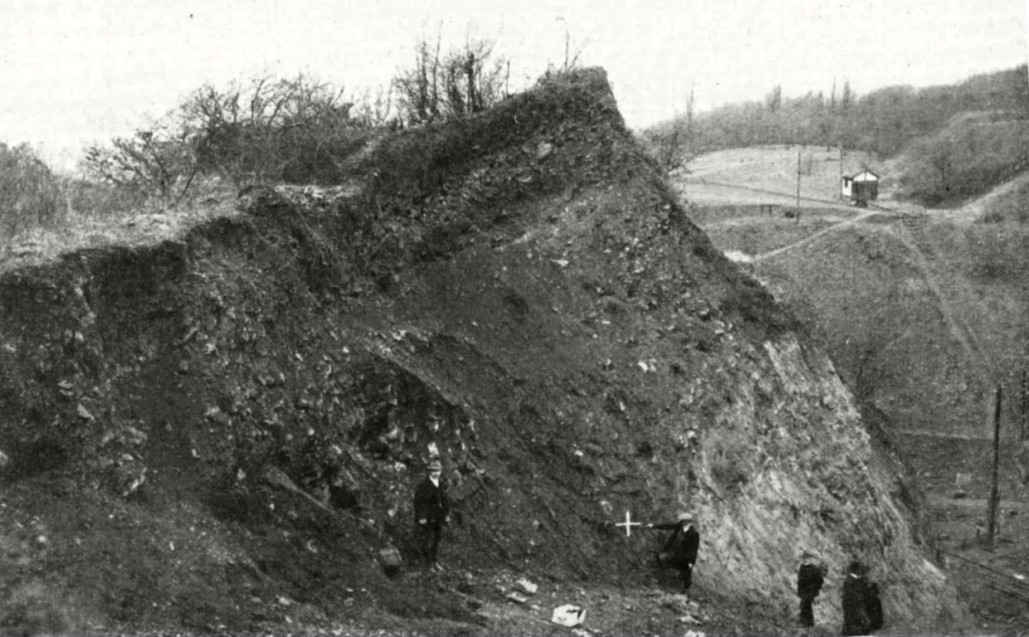
Fundstelle – mit weißem Kreuz markiert – Aufnahme von 1914

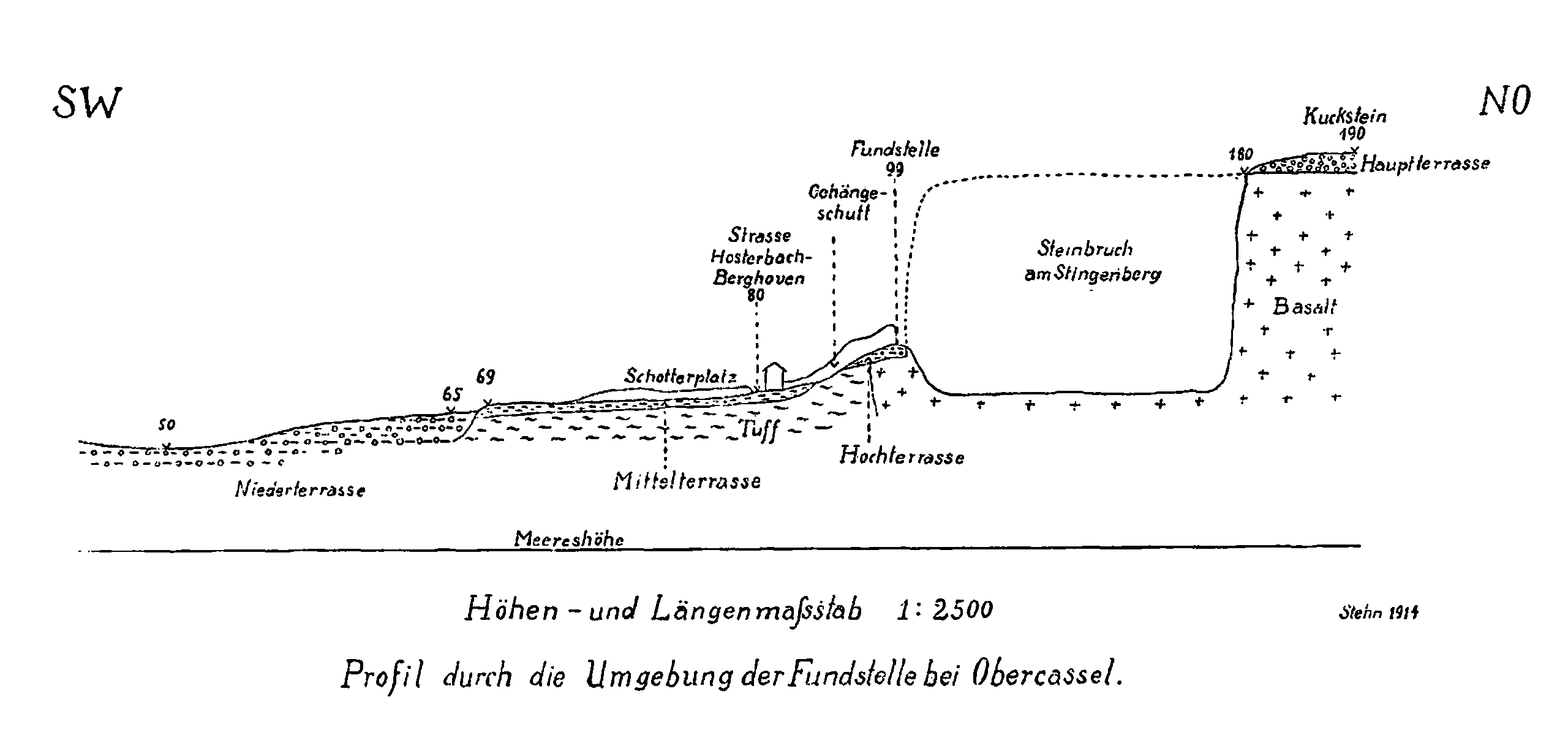
Profilzeichnung von 1914

Zwei Arbeiter entdeckten im Februar 1914 beim Schuttabfahren im Steinbruch „Am Stingenberg“ Knochen, die sie als menschliche Überreste erkannten. Die Gebeine und das sie umgebende Erdreich waren rötlich verfärbt. Die Knochen waren in gutem Zustand, zwei Schädel fast unversehrt. Die Arbeit wurde unterbrochen und der Oberkasseler Lehrer Franz Kissel sorgte dafür, dass der Fund gesichert wurde. Unter einem der Schädel entdeckte man einen etwa 20 cm langen, schmalen Knochengegenstand, der an einem Ende beschnitzt war. Die Knochenreste wurden in einer alten Munitionskiste deponiert, die Sprengstoff für die Felssprengungen enthalten hatte.
Der Steinbruchbesitzer Peter Uhrmacher meldete den Fund der Bonner Universität. Am 21. Februar erschienen der Physiologe Max Verworn, der Anatom Robert Bonnet und der Geograph Franz Heiderich in Oberkassel. Da in der Benachrichtigung von einem „Haarpfeil“, einem weiblichen Haarschmuck, die Rede gewesen war, glaubten die Wissenschaftler zunächst an einen Fund aus römischer oder fränkischer Zeit. Den Haarpfeil erkannten sie jedoch als Knochenwerkzeug, wie es in der ausgehenden Eiszeit („Diluvium“) als Glätter oder Schaber von Fellen benutzt worden war.

## Fundort

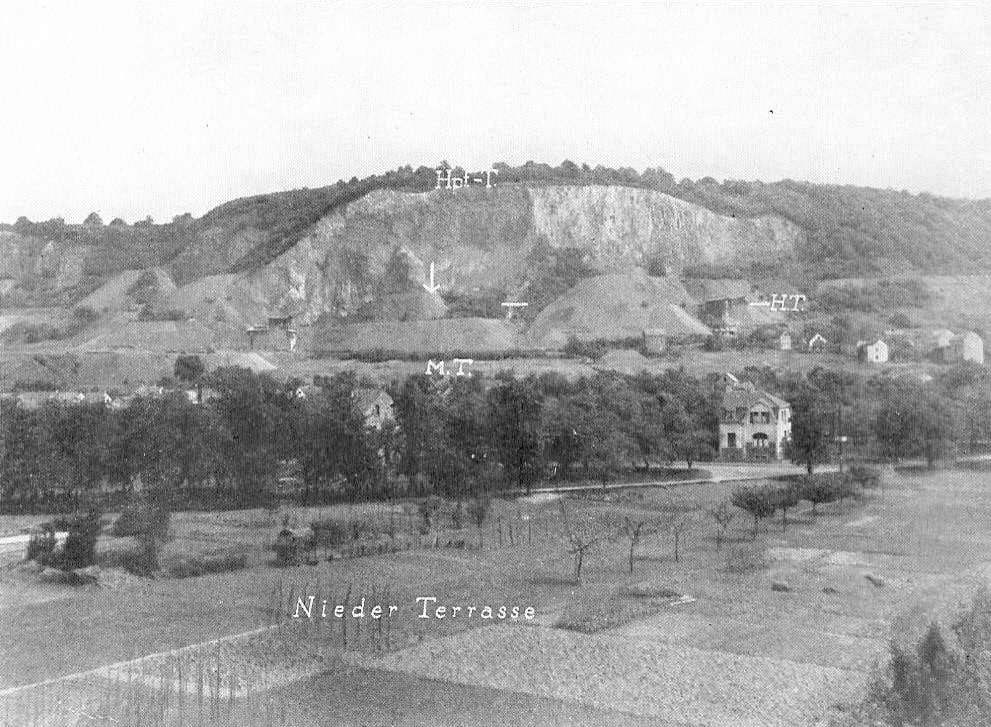
Historische Aufnahme der Rabenlay mit Hinweis (weißer Pfeil) auf die Fundstelle

In dem Steinbruch „Am Stingenberg“ in Oberkassel war jahrzehntelang Basalt gebrochen worden, der vor ca. 25 Millionen Jahren entlang einer Spalte parallel zum Rheinlauf aufgestiegen war und der zum tertiären Vulkanismus des Siebengebirges gehört. Dieser Basaltzug, die „Rabenlay“, hat die Richtung des Rheines bestimmt. Er trägt an dieser südlichen Stelle den Namen „Kuckstein“.

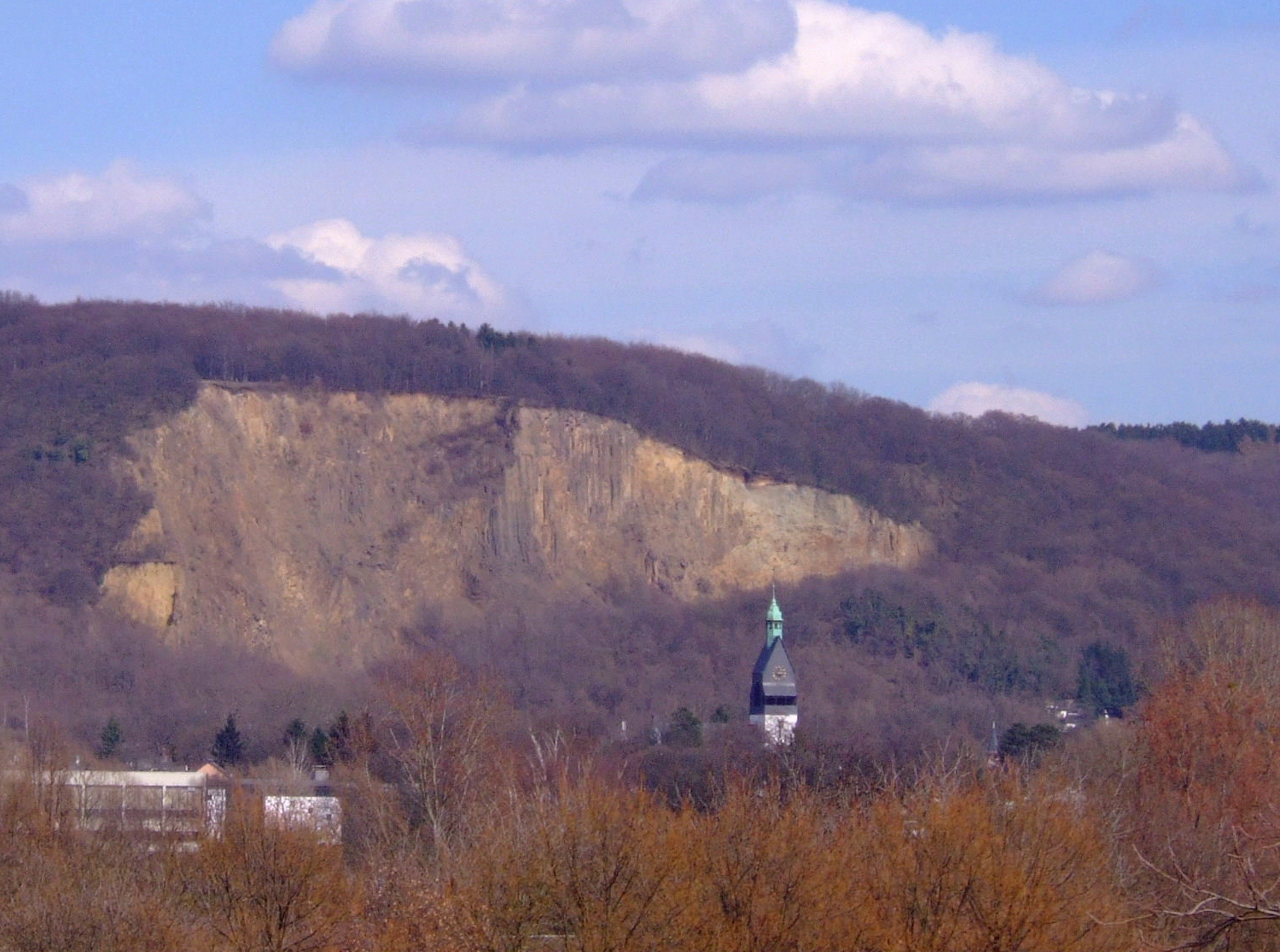
Rabenlay heute

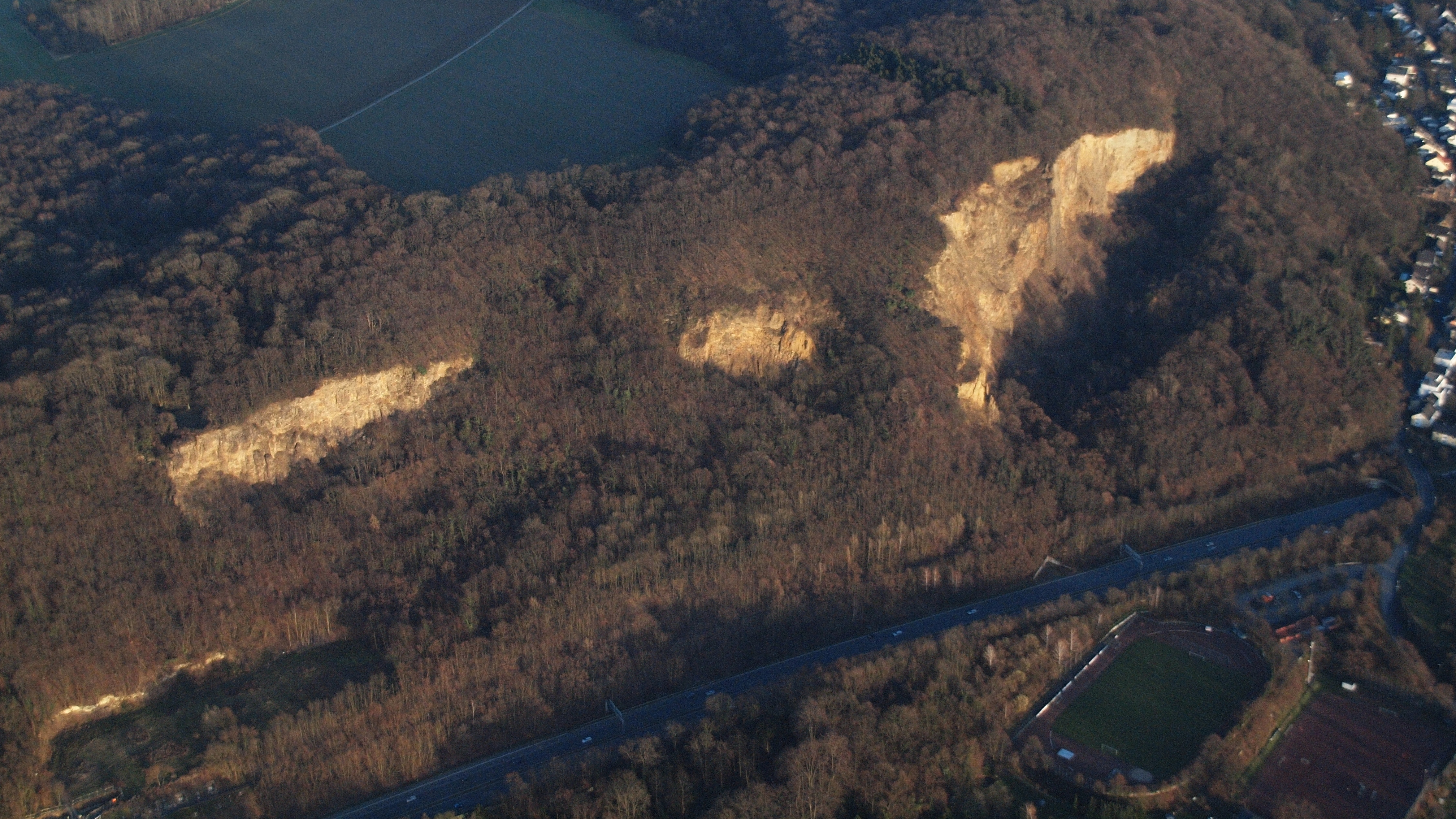
Luftaufnahme von Rabenlay und Kuckstein. Im Hintergrund ein Acker von Oberholtorf

Vor Anlage des Steinbruchs befand sich hier ein Steilabsturz, der durch den Steinbruchbetrieb beseitigt wurde. Die Fundstelle lag am Fuße des Steilabsturzes in einer Höhe von 99 Meter über dem Meeresspiegel. Eine Kartierung des Fundortes erfolgte nicht, allerdings hat der Bonner Geologe Gustav Steinmann eine Beschreibung des Ortes verfasst. Die oberste Schicht war ca. 0,5 m dick und bestand aus Abraum des Steinbruchs und einer Humusdecke. Darunter befand sich ca. 6 m dicker Hängeschutt aus mehr oder minder verwitterten Blöcken und Brocken von Basalt, untermischt mit Basaltton. Lößmaterial gab es darin und darüber nicht, jedoch Geröll aus Quarz, das aus der Hauptterrasse von der Höhe des Kucksteins herabgerollt oder geschwemmt worden war.
An der Basis dieses Gehängeschuttlagers fanden sich die Skelette und Beigaben, sowie ein Eckzahn eines Tieres, von dem Steinmann annahm, es handele sich um ein Rentier, und ein „Bovidenzahn“. Beide Zähne befanden sich in einer rötlichen Schicht auf und in 0,1 m sandigem Lehm. Darunter lag bis zu 4 m tiefer graugelber Sand der Hochterrasse des Rheins. Er war in gleicher geologischer Stellung an mehreren Punkten der Umgebung zu finden. Darunter befand sich 1 m anstehender Basalt, der sich in der Tiefe fortsetzte und oberflächlich tonig zersetzt war. In der rotgefärbten Kulturschicht, die sich in Richtung Basaltwand fortsetzte, wurden außerdem Tierknochen gefunden, die Steinmann folgendermaßen beschrieb: „[…] ein rechter Unterkiefer vom Wolf, ein Zahn vom Höhlenbären und Knochen vom Reh, sowie Holzkohle, die einigen Knochen anhaftete.“
Fachleute schließen nicht aus, weitere Skelette unter dem Gehängeschuttlager zu finden.

## Fundbericht
Über den Fund in Oberkassel veröffentlichten Verworn, Bonnet und Steinmann 1919 einen umfassenden Bericht, den die Bonner Universität anlässlich ihres hundertjährigen Bestehens veröffentlichte. Über die Umstände des Fundes schreibt Verworn darin:

„Mit Ungeduld folgten wir Herrn Uhrmacher nach der Arbeitshütte des großen Basaltsteinbruchs, wo uns in einer alten Sprengstoffkiste die Knochenfunde vorgelegt wurden. Wir sahen sogleich zwei wohlerhaltene Schädel, von denen nur der eine ein wenig durch einen Hackhieb beim Ausgraben verletzt war. Was uns an dem einen Schädel zunächst auffiel, war die außerordentlich starke Entwicklung der Muskelansatzstellen. […] Vor allem aber bemerkten wir, daß nicht bloß die Schädel, sondern auch ein großer Teil der übrigen Skelettknochen, die ungeordnet in der kleinen Kiste durcheinanderlagen, mit einer teilweise ziemlich dicken Schicht von rotem Farbmaterial, wie es uns aus den paläolithischen Fundstellen des Vézèretales etwas sehr Vertrautes war, bedeckt erschienen, und daß dieser offenbar aus Rötel bestehende Farbstoff zweifellos in der Erde die Skelette teilweise imprägniert hatte, also jedenfalls gleichaltrig mit ihnen war. Indessen wagten wir noch immer kaum an ein paläolithisches Alter der Skelette zu glauben, bis wir die Fundstelle selbst besichtigt hatten. Bei strömendem Regen führte uns Herr Uhrmacher jun. an die Stelle, wo die Skelette aufgedeckt worden waren.“

Zwei Tage später wurden weitere Grabungen durchgeführt, wobei die Bonner Wissenschaftler prüfen wollten, ob etwa die Fundschicht noch eine weitere Ausdehnung in der Fläche und in der Tiefe besaß und ob in der Nachbarschaft vielleicht noch andere Funde zu erwarten waren. Es zeigte sich schnell, dass die Fundstelle fast in ihrer ganzen Ausdehnung bereits aufgedeckt war und dass sie sich höchstens noch in der Richtung der Schotterwand etwas weiter erstrecken könnte. Diese Annahme war richtig, die Fundstelle konnte etwa einen halben Meter in die Schotterhalde hinein verfolgt werden. Dabei wurden noch einige Fußwurzelknochen und Zehenglieder gefunden. Dann aber hörte die Rötelschicht auf und von Knochenresten war nichts mehr zu entdecken. Auch in der Nachbarschaft, soweit sie einer Probegrabung zugänglich war, fand sich keine Andeutung weiterer Funde mehr, abgesehen von einigen verstreuten Knochenbruchstücken, die bei der ersten Bergung der Skelette verloren gegangen waren.

## Lager- oder Begräbnisplatz?
Am 23. Juni 1914 berichteten Verworn, Bonnet und Steinmann vor der Bonner Anthropologischen Gesellschaft über die Funde und gingen dabei auf die Frage ein, um was für einen Ort es sich handelte, an dem die Skelette gefunden worden waren. Dabei kamen sie zu dem Schluss, dass es sich bei dem Fund um einen Begräbnis- und nicht um einen Lagerplatz handle. Vermutlich hätten die diluvialen Jäger in der Nähe, wahrscheinlich im Schutze der Basaltwand, ihren Lagerplatz gehabt und die Toten mit ihren Beigaben in nicht allzu großer Entfernung davon beigesetzt, indem sie sie nach dem üblichen Ritus mit reichlichen Mengen roter Farbe umgaben und mit großen Steinen sorgfältig überdeckten.
Was sich aufgrund der Umstände des Fundes nicht mehr präzise rekonstruieren lässt, ist die Lage der beiden Skelette im Grab. Ob sie so, wie heute im LVR-Landesmuseum Bonn, parallel nebeneinander bestattet wurden, ist fraglich. Das fehlende Wissen darüber ist auch ein Grund dafür, dass bis heute die Umstände ihres Todes und die Gründe für die gemeinsame Bestattung unklar sind.

## Schädel
In der Zeitschrift Die Naturwissenschaften publizierte Robert Bonnet im Jahr 1914 eine erste Beschreibung der beiden Skelette, die fünf Jahre später in einer Veröffentlichung der Bonner Universität weiter präzisiert wurde. Bonnets Skelettanalyse wird heute von Archäologen und Anthropologen als äußerst präzise und vollständig gelobt, die keine Wünsche offen lasse.
Neben den gut erhaltenen Schädeln mit Unterkiefern stellte Bonnet fest, dass von dem männlichen und weiblichen Skelett fast alle wichtigen Knochen entweder ganz oder bruchstückweise geborgen worden waren. Diesem Befund nach fehlten nur die Hand- und Fußwurzelknochen, ein Oberschenkelbein, einige Finger und Zehen, sowie die Brustbeine.
Daraus folgerte der Wissenschaftler, dass der Oberkasseler Fund aufgrund seines Erhaltungszustandes, aufgrund der Sicherheit der Bestimmung seines geologischen und archäologischen Alters, aufgrund seiner Vollständigkeit und dadurch, dass er aus einem männlichen und weiblichen Skelett besteht, zu den besten diluvialen Funden bis zu diesem Zeitpunkt gehörte.

### Frauenschädel

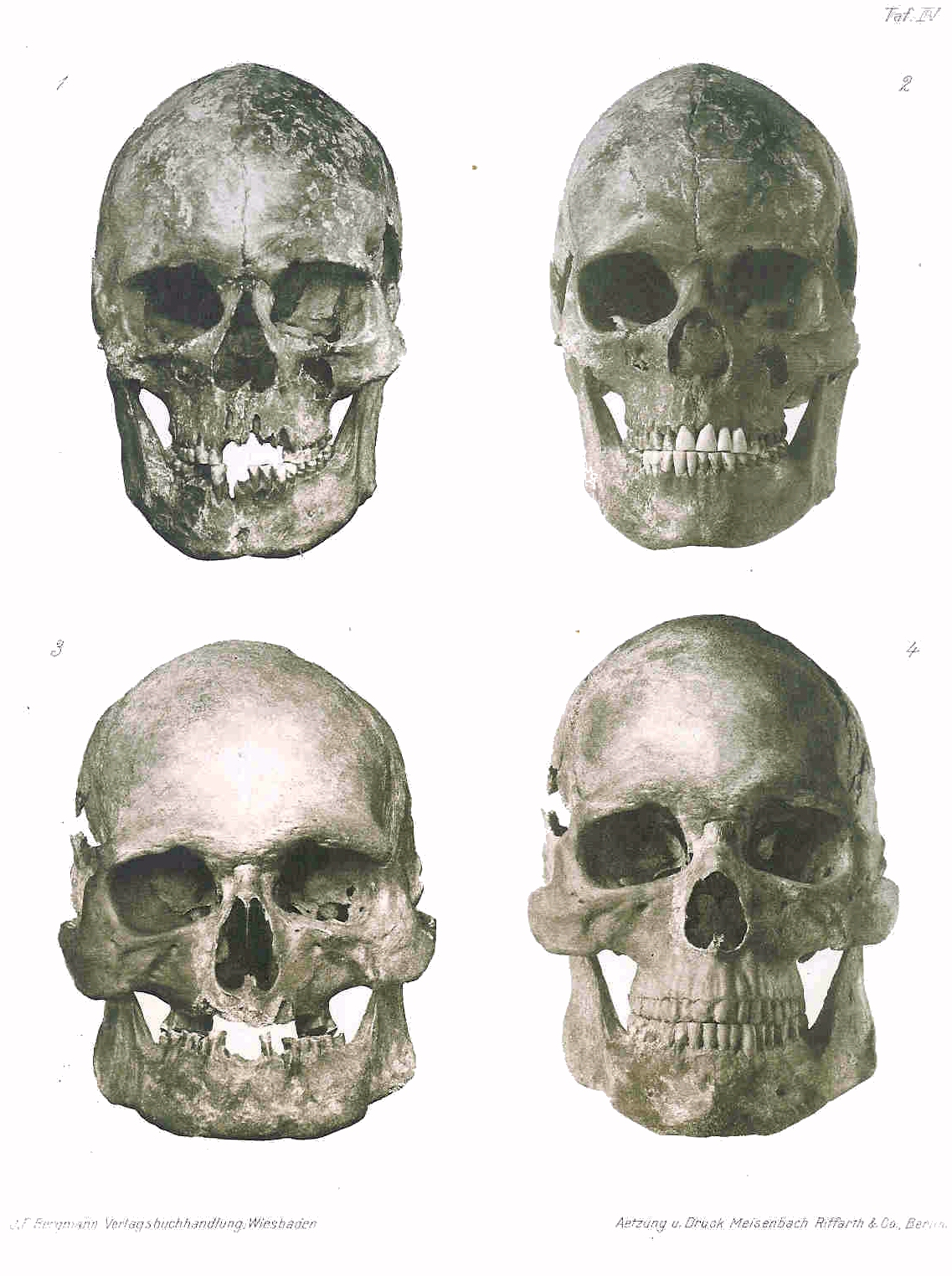
Stirnansicht der Schädel der Frau (oben) und des Mannes (unten) – rechts mit ergänzten Gebissen

Der Schädel der Frau war in den sehr einfachen Nähten gelöst und in seine einzelnen Knochen zerfallen, konnte aber, abgesehen von Teilen beider Schläfenschuppen, den Nasenbeinen und einigen Defekten an der Schädelbasis, wieder zusammengesetzt werden.
Der langköpfige Schädel hat eine größte Länge von 184 mm, eine größte Breite von 129 mm sowie eine größte Höhe von 135 mm (vom vorderen Rande des Hinterhauptlochs zum Scheitelpunkt gemessen). Sein Horizontalumfang beträgt 512 mm. In Seitenansicht verläuft die Kontur des Hirnschädels über die gut gewölbte steile Stirn bis zum Hinterhauptloch in einem runden Bogen. Das Gesicht zeigt in Vorderansicht einen kräftig entwickelten Kieferapparat. Die mäßig breite Stirn wird durch eine Stirnnaht geteilt. Die viereckigen Augenhöhlen sind verhältnismäßig groß. Die Nasenöffnung ist von mäßiger Größe, der Gaumen ist tief gewölbt, ein sehr kräftiger Unterkiefer mit deutlichem Kinn vervollständigt die steile Profillinie. Das Gebiss war während des Lebens bis auf den dritten rechten oberen Mahlzahn vollständig. Die drei letzten Mahlzähne sind weniger abgenutzt als das übrige Gebiss, also noch nicht allzu lange durchgebrochen.
Diese Werte und die der übrigen Skelettknochen ließen Bonnet „auf einen zierlichen Körper von etwa 155 cm Länge“ schließen. Heutige Berechnungen der Körperlänge der Frau bewegen sich zwischen 160 cm ± 3,7 cm und 163 cm ± 4,1 cm. Was das Alter der Frau angeht, ging Bonnet davon aus, dass sie etwa 20 Jahre alt war. Heute wird ihr Alter eher mit rund 25 Jahren angegeben.

### Männerschädel

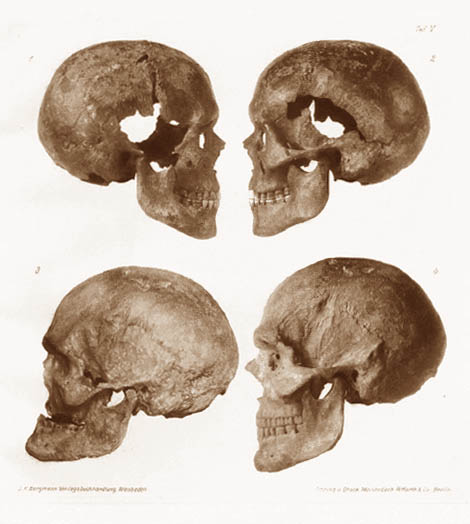
Seitenansicht der Schädel. Bild 1 (oben links): weiblich (mit ergänztem Gebiss) / Bild 2 (oben rechts): weiblich (mit ergänztem Gebiss) / Bild 3 (unten links): männlich / Bild 4: männlich (ergänzt)

Im Gegensatz zu dem Schädel der Frau zeigt für Bonnet der Schädel des Mannes durch seine Breite und Niedrigkeit ein „grobes Mißverhältnis“ zu der mäßig breiten und etwas geneigten Stirn und dem gut gewölbten Hirnschädel. Das Alter des Mannes schätzte er auf 40 bis 50 Jahre.
Die größte Länge des Schädels beträgt 193 mm, die größte Breite 144 mm, die größte Höhe 138 mm, der Horizontalumfang 538 mm. Die Kapazität wurde auf ca. 1500 cm³ bestimmt. Die niedrigen rechteckigen Augenhöhlen sind stark nach außen und unten geneigt, über ihnen fällt ein einheitlicher, etwa 8 mm breiter, Oberaugenwulst auf. Ein niedriger mittlerer Stirnwulst zieht sich verbreiternd und verflachend bis zum Scheitelpunkt. Die Nasenöffnung ist im Verhältnis zur Gesichtsbreite schmal, der Gaumen, abgesehen von der teilweisen Rückbildung des Zahnfachfortsatzes im Verhältnis zum übrigen Kiefergerüst, auffallend klein.
Im Oberkiefer waren während des Lebens nur noch die beiden letzten stark nach auswärts gerichteten Mahlzähne beiderseits und der linke Eckzahn vorhanden. Im Unterkiefer sind während des Lebens Schneidezähne, nachträglich noch ein Schneide- und ein Eckzahn ausgefallen. Sämtliche Zahnkronen sind, wie man es vielfach auch an Gebissen noch junger Schädel aus dem Quartär findet, bis auf schmale Reste des Zahnschmelzes abgenutzt. Das freiliegende Dentin ist schwarz.
Aus diesen Werten und der starken Entwicklung sämtlicher Muskelfortsätze am Schädel und an den Extremitätenknochen zog Bonnet den Schluss, dass der Oberkasseler Mann eine „ungewöhnliche“ Körperkraft besaß und etwa 160 cm groß war. Heutige Berechnungen der Körperlänge bewegen sich zwischen 167 cm ± 3,3 cm und 168 cm ± 4,8 cm.

### Bedeutung
Robert Bonnet versuchte in seinem Bericht eine erste Einordnung der Funde hinsichtlich der Zugehörigkeit der Oberkasseler Menschen zu bis dahin bekannten Populationen. Dabei deuteten für ihn einzelne von ihm festgestellte Befunde bei dem Mann auf die Nähe zu den Neandertalern hin. Andere, wie das breite niedere Gesicht mit den niederen rechteckigen Augenhöhlen, der schmalen Nase und dem V-förmigen Unterkiefer mit seinem ausgesprochenen Kinndreieck ließen ihn auf Merkmale des zum Homo sapiens zählenden Cro-Magnon-Menschen schließen. Für den Bonner Wissenschaftler wiesen die beiden Schädel neben unverkennbaren Ähnlichkeiten auch nicht unbeträchtliche Abweichungen voneinander auf. „In beiden Schädeln,“ so Bonnet, „kommen die sehr bemerkenswerten Folgen während des Diluviums stattgefundener Kreuzungen zum Ausdruck.“
Nach seinen ersten Einordnungsversuchen aus dem Jahr 1914 hatte er den Plan, die Oberkasseler Skelette mit anderen pleistozänen Skeletten zu vergleichen, um so seine Ergebnisse zu fundieren und zu präzisieren. Wegen des Ersten Weltkrieges musste er sich dabei allerdings auf Literaturdaten beschränken, ein Zugang zu anderen europäischen Museen und Sammlungen war ihm nicht möglich. Nach dem Ersten Weltkrieg blieb ihm nicht mehr viel Zeit, weiter zu forschen. Bonnet starb 1921.
Der Erste, der die Oberkasseler Skelette als typische Vertreter des Cro-Magnon-Typus einordnete, war 1920 Josef Szombathy. Sieben Jahre später griff Karl Saller die Frage auf und ordnete die Funde einer „Oberkasselrasse“ zu. Dabei gab er ihnen eine Eigenständigkeit, die von anderen Wissenschaftlern allerdings nicht geteilt wurde und geteilt wird. Heute besteht Einigkeit darüber, „daß die Jungpaläolithiker entschieden homogener waren, als dies idealtypologische Differenzierungen in eine Cro-Magnon-, Grimaldi-, Brünn- oder Combe-Capelle-Rasse vermuten lassen“.

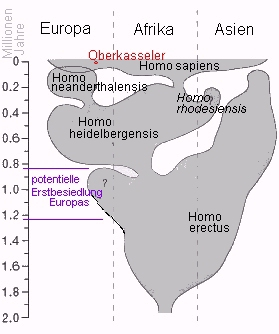
Stelle der Oberkasseler Menschen in einem Modell des menschlichen Stammbaums

Der Mainzer Anthropologe Winfried Henke, für den die Oberkasseler Funde die „bedeutungsvollsten jungpaläolithischen Fossilien der Bundesrepublik Deutschland“ sind, unterzog 1986 die Skelette einer wissenschaftlichen Inventur. Darüber hinaus untersuchte er erneut, nun mit Hilfe moderner Forschungsmethoden, insbesondere die beiden Schädel. Ihm ging es darum, die „morphologischen Affinitäten“ zu vergleichbaren europäischen Funden festzustellen und die Frage zu beantworten, ob sich die Oberkasseler von anderen europäischen Fossilfunden aus der gleichen Zeit bzw. zeitnaher Perioden craniologisch deutlich abgrenzen lassen oder ob aufgrund „vergleichend-statischer Befunde eher angenommen werden darf, daß die Oberkasseler sich in die Vergleichsstichprobe unauffällig einfügen“.
Henke kam zu dem Ergebnis, dass der Mann von Oberkassel insbesondere „in den Breitendimensionen des Gesichtsschädels (Jochbogenbreite, Unterkieferwinkelbreite, Orbitabreite) sowie den occipitalen Breitenmaßen“ von der Vergleichsstichprobe abweicht, „während die anderen metrischen Daten des Craniums weitgehend dem Durchschnitt entsprechen und somit unauffällig sind“. Die Frau von Oberkassel zeigt gegenüber ihrer geschlechtsspezifischen Vergleichsstichprobe eine deutliche Abweichung zu schmaleren Dimensionen des Hirnschädels. „Insgesamt“, so Henke, „weicht das weibliche Skelett aufgrund der univarianten metrischen Analyse deutlich zu dem – dem männlichen Schädel entgegengesetzten – Typenpol ab.“
Zusammenfassend bestätigte die Analyse von Henke, „daß die Oberkasseler in einigen metrischen Merkmalen eine Extremposition einnehmen“. Die untersuchten Schädel lägen allerdings hinsichtlich ihrer Morphologie keineswegs „außerhalb des Verteilungsspektrums der Vergleichsstichproben“. Der Mann von Oberkassel könne aufgrund der metrischen Daten des Hirnschädels „nur als durchschnittlich robust-männlich gekennzeichnet“ werden, während Henke die Frau „als grazil und deutlich zum hyperfemininen Typenpol“ tendierend einstufte.
Im Hinblick auf die Einordnung des Mannes von Oberkassel ordnet er sich laut Henkes Untersuchung „deutlich dem cromagniden Formenkreis“ zu. Bei der Frau von Oberkassel sieht Henke im Gegensatz zu dem Mann deutliche Affinitäten zum Combe-Capelle-Typus, zu einer Population, bei der sich „eine ausgeprägte Grazilität abzeichnet“ und die Henke als komplementär zum cromagniden Typus ansah. (Anm.: Wie erst 2011 bekannt wurde, ist die Bestattung von Combe Capelle jedoch ins Mesolithikum einzuordnen, stellt also einen potenziellen Nachfahren der Frau von Oberkassel dar.) Ob diese äußeren Ähnlichkeiten auch auf verwandtschaftliche Beziehungen hinweisen, kann allerdings erst über weitere molekulargenetische und archäometrische Forschungen nachgewiesen werden.
Bei solchen Forschungen bestehe darüber hinaus „eine große Chance“ eines Nachweises, so Henke, dass „die Oberkasseler eine entscheidende Rolle in unserer direkten Vorfahrenschaft spielten“.

## Grabbeigaben
Neben den menschlichen Überresten des Oberkasseler Grabes sind die bearbeiteten Grabbeigaben archäologisch besonders wertvoll, weil sie ein wichtiger Beleg für die Kulturstufe sind, in der die Menschen gelebt haben. Sie waren es, die 1914 Anhaltspunkte für die vermeintliche Zuweisung des Grabfundes in das untere Magdalénien lieferten.
Den „Haarpfeil“ hatten Steinbrucharbeiter sofort bei der Bergung der Skelette entdeckt, den Fund, den die Wissenschaftler erst einmal als „Tierkopf“ oder „Pferdekopf“ bezeichneten, fand Heiderich, als er damit begann, die in dem Steinbruch gefundenen Teile zu sortieren. Dabei fielen ihm kleine Knochenbruchstücke mit eingravierten Linien auf, die nicht zu den beiden menschlichen Skeletten gehörten. Verworn berichtet darüber:

„Als er [Peter Uhrmacher] mir diese Bruchstücke noch an demselben Abend brachte, konnten wir mit freudiger Überraschung feststellen, daß dieselben zusammengehörten und von einem flachen, plastisch geschnitzten Tierkopf stammten, wie solche mehrfach von südfranzösischen Fundorten bekannt geworden sind. Die Bruchstellen der Stücke waren noch frisch und scharf, so daß kein Zweifel darüber bestand, daß die Schnitzerei erst bei der Auffindung der Skelette von den Arbeitern unerkannt zerbrochen worden war. Andererseits ging aber aus der Tatsache, daß die Arbeiter diese Knochenbruchstücke gleichzeitig mit den Skelettknochen dem Boden entnommen hatten, ebenso wie aus dem Rötelüberzug derselben zweifelsfrei hervor, daß die Tierkopfschnitzerei eine Beigabe der Skelette vorstellte, ebenso wie auch der ‚Haarpfeil‘ als Beigabe der Skelette aufgefunden worden war. Zur vollständigen Zusammensetzung der Tierkopfschnitzerei fehlte ein größeres Bruchstück, das bereits bei der Entnahme der Knochenreste aus dem Boden verloren gegangen sein muß und auch bei dem nachträglichen Absuchen der Fundstelle nicht mehr aufzufinden war.“

In einem weiteren Tierknochen sah Verworn eine Grabbeigabe. Er beschrieb ihn als „pfriemförmigen Tierknochen“.

### „Haarpfeil“

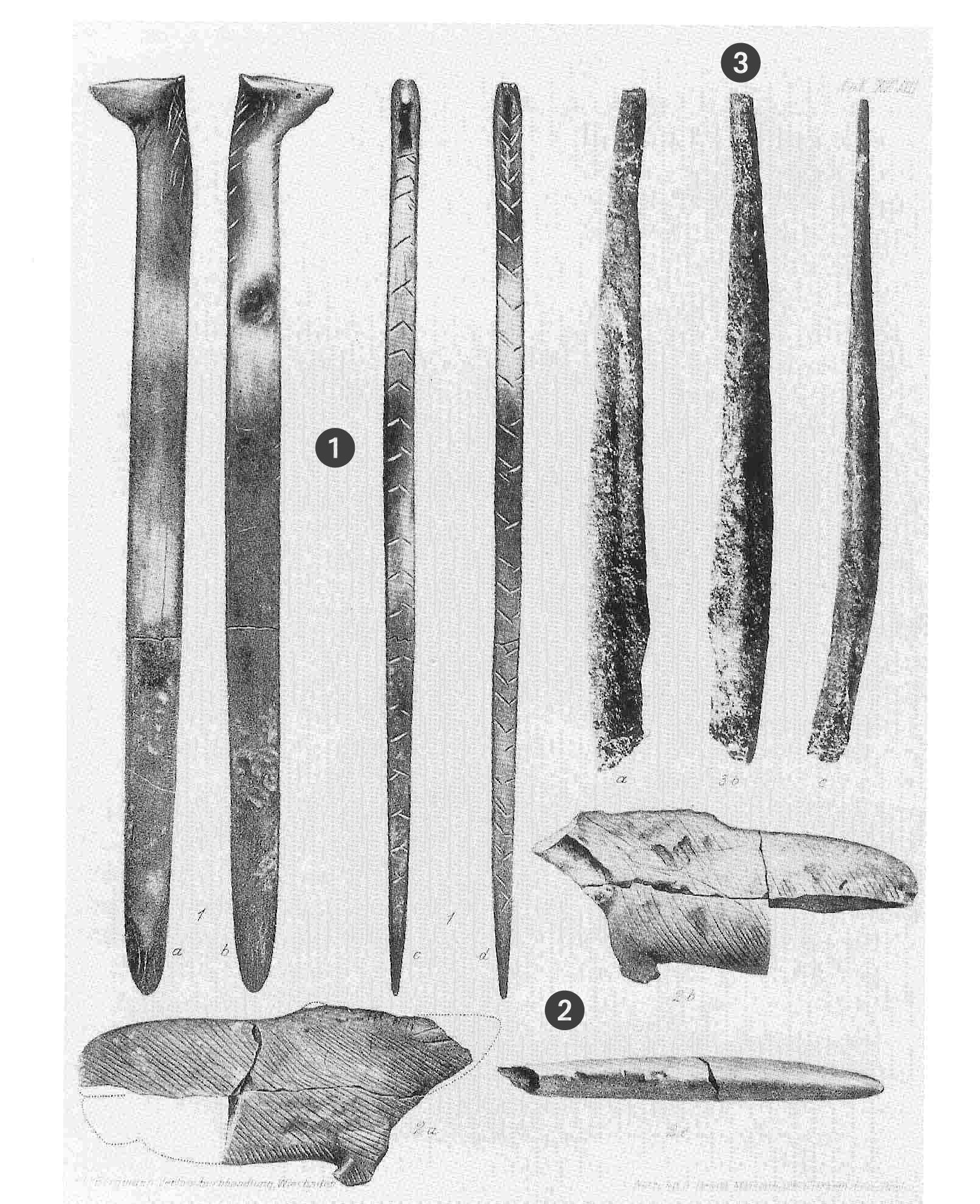
Kulturbeigaben des Doppelgrabes von Oberkassel, Figur 1: vier Ansichten des „Haarpfeils“; Figur 2: drei Ansichten des „Pferdekopfes“; Figur 3: „unbearbeiteter, pfriemenförmiger Tierknochen“ (Aufnahmen 5–7 rechts oben)

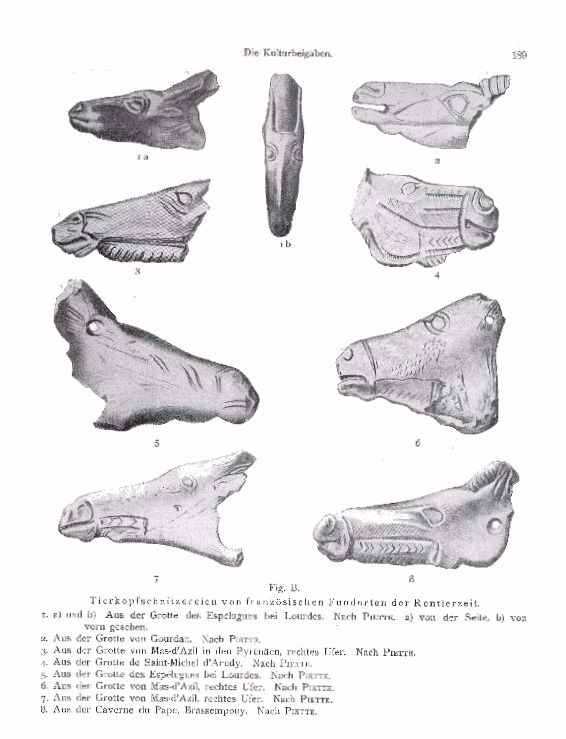
Tierkopfschnitzereien von französischen Fundorten, die Max Verworn zum Vergleich mit dem vermeintlichen „Tierkopf“ heranzog.

Der „Haarpfeil“ ist ein aus harten Knochen geschnitzter, ca. 20 cm langes, im Querschnitt rechteckiger, sehr fein polierter Gegenstand, den Verworn „Glättinstrument“ nannte. An seinem Griffende ist ein kleiner Tierkopf ausgearbeitet, der Ähnlichkeit mit einem Nagetierkopf oder einem Marderkopf aufweist. Das andere Ende ist stumpf. Auf den Schmalseiten zeigt das Instrument eine für die Rentierzeit sehr charakteristische Kerbschnittverzierung.
Der Grund dafür, dass in den ersten Fundberichten der Knochenstab als „Haarpfeil“ bezeichnet wurde, lag wahrscheinlich darin begründet, dass er sich unter dem Schädel eines der beiden Skelette befunden hatte und von daher die Vermutung nahelegte, es handele sich dabei um einen weiblichen Haarschmuck. In späteren Beschreibungen wurde er als „Schaber“, „Glätter“ oder als „Knochenpfriem“ bezeichnet. Da dieses Fundstück aber bis heute ohne Parallelen geblieben ist, lassen sich über seine tatsächliche Verwendung keine genauen Aussagen machen.

### „Tierkopf“ bzw. Elchplastik
Diese aus einer Geweihschaufel hergestellte Flachplastik ist 8,5 cm lang, 3,5–4 cm breit und knapp 1 cm dick. Sie zeigt im Umriss einen unvollständig erhaltenen Tierkörper, im Wesentlichen den Rumpf. Abgebrochen und verloren sind der Kopf, das distale Teil der Vorderbeine sowie das untere Stück der hinteren Körperpartie mit den Hinterbeinen. Es ist davon auszugehen, dass das hintere Bruchstück erst während der Ausgrabung abbrach, dieses konnte jedoch trotz Nachsuche nicht mehr gefunden werden. Der Umriss des Tierkörpers wurde aus dem Material ausgeschnitten, während die Flächen beidseitig mit schrägen parallelen Gravuren dekoriert sind. Am Bauch und am Nacken wird die Körperform durch eine davon abgesetzte Schraffur betont.
Die Fachwelt geht heute davon aus, dass es sich bei dieser Beigabe um die Darstellung eines Elches handelt. Gestützt wird diese Ansicht dadurch, dass mittlerweile in Siedlungen der Federmesser-Gruppen bzw. spätglazialen französischen Fundplätzen (Pont d’Ambon, La Borie del Rey, Abri Morin, Abri Murat) vergleichbare Objekte gefunden worden sind. Insbesondere wird der Bernsteinelch von Weitsche (Niedersachsen) als norddeutsche Parallele herangezogen. Bei der Darstellung von Weitsche handelt es sich um eine Elchkuh, bei nahezu identischen Verzierungen.
Verworn interpretierte die Kleinplastik sofort nach der Grabung irrtümlich als eine Contour découpé (wörtlich übersetzt: „ausgeschnittener Umriss“). Dabei handelt es sich um Pferdekopf-Kleinplastiken, die im mittleren Magdalénien Südwestfrankreichs und Nordspaniens häufig gefunden wurden und als Flachreliefs fast ausnahmslos aus Zungenbeinen von Pferden hergestellt wurden. Er schrieb dazu im Jahre 1914: „Diese ‚Knochenschnitzerei‘ ist eine jener kleinen brettartig schmalen, auf beiden Seiten gravierten Pferdeköpfe, wie sie von Paul Girod und Élie Massénat in Laugerie Basse und von Piette in den Pyrenäen in größerer Zahl und mannigfachen Variationen gefunden wurden und ein charakteristisches Leitfossil der unteren Magdalénienschichten vorstellen.“ Lange Zeit wurde mit Hilfe der kleinen Schnitzerei der gesamte Oberkasseler Fund durch diese vermeintliche Parallele in das Magdalénien IV eingeordnet. Neben der Radiokohlenstoffdatierung, die eine Zuordnung ins Magdalénien IV faktisch ausschließt, stehen auch stilistische Argumente gegen eine solche zeitliche Einordnung.

### Ein „unbearbeiteter pfriemförmiger Tierknochen“
Untersuchungen haben ergeben, dass Verworns Einschätzung zutrifft und ein dritter Fund als Grabbeigabe anzusehen ist. Er bezeichnete den Fund einen „unbearbeiteten pfriemförmigen Tierknochen“. Bei dem Stück handelt es sich um den Penisknochen eines Bären, wahrscheinlich eines Braunbären. Er hat allerdings, und das steht im Gegensatz zu Verworns Wissensstand von 1919, „eine Serie von feinen, nachträglich durch Hämatit überlagerten Schnittspuren“. Diese Bearbeitungen des Fundes lassen bei ihm wie bei dem „Haarpfeil“ und der zweiten Knochenschnitzerei auf ein frühes menschliches Kulturgut schließen.

## Der Hund und weitere Faunenreste
Wenig Beachtung im Vergleich zu den Skeletten und den Kulturbeigaben schenkten die Wissenschaftler, die nach der Entdeckung des Grabes den Oberkasseler Fund auswerteten, den gefundenen Tierknochenresten. In dem ersten Bericht von 1914 wurden sie nur beiläufig erwähnt, ausführlicher ging Steinmann 1919 auf diesen Teil der Grabfunde in seinem Text „Das geologische Alter der Funde“ ein.

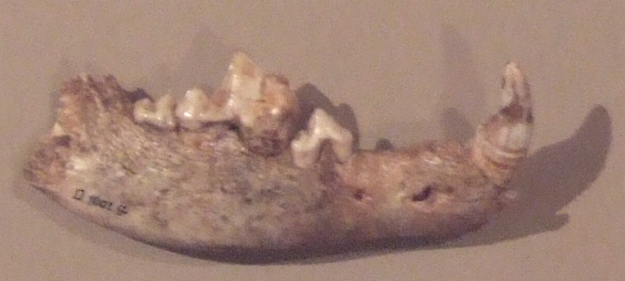
Teil des Unterkiefers eines Hundes

Im Jahre 1986 publizierte Günter Nobis erneut die Tierknochen. Dabei kam es teilweise zu einer Revision der Befunde, die Steinmann 1919 veröffentlicht hatte. Inzwischen werden nur noch Braunbär (Ursus arctos) und Haushund (Canis familiaris) als Raubtiere beschrieben, im weiteren Knochen der Paarhufer Rothirsch (Cervus elaphus) sowie Auerochse (Bos primigenius) / Steppenbison (Bison priscus). Die genaue Bestimmung der Rinderknochen ist anhand der vorhandenen Reste nicht möglich. Irrtümlicherweise wurde von Nobis auch Luchs (Lynx lynx) und Reh (Capreolus capreolus) bestimmt, diese Knochen sind jedoch aus heutiger Sicht auch dem Haushund zuzuordnen. Die Fauna lässt auf eine lichte Waldbedeckung schließen, wie sie für die spätglazialen Interstadiale – vor allem das Alleröd-Interstadial – typisch ist. Die Zuordnung in das Alleröd-Interstadial ist auch wegen der archäologischen Einordnung in die Zeit der Federmesser-Gruppen naheliegend, würde sich jedoch nur mit den jüngeren radiometrischen Daten decken.

„Von besonderer Bedeutung“, so Nobis in der Zusammenfassung der Ergebnisse seiner Forschung, „sind die im Tiermaterial von Oberkassel früher dem Wolf zugeschriebenen Canidenreste. Der morphologische und metrische Vergleich lehrt, daß die Summe von Domestikationsmerkmalen für einen Haushund spricht. Bei gebotener Vorsicht kann also von einer spätpaläolithischen Haustierwerdung des Wolfes gesprochen werden: Der Haushund von Oberkassel, der vor ungefähr 14 000 Jahren den jagenden Menschen der Cromagnon-Rasse begleitete, ist somit das bisher älteste Haustier der Menschheit.“

Das Auftreten des Haushundes in Oberkassel und das fast gleichzeitige Auftreten erster Haushunde in Mitteleuropa, im Vorderen Orient, in Fernost und in Nordamerika „läßt an mehrere voneinander unabhängige Zentren autochthoner Wolfsdomestikationen im Jungpaläolithikum denken“. Eine 2013 publizierte Untersuchung der mtDNA von 18 prähistorischen Caniden aus Eurasien und Amerika lässt hingegen die Schlussfolgerung zu, dass der Ursprung der Domestikation des Wolfes im pleistozänen Europa zu suchen sei, in einem Zeitfenster zwischen 32.000 und 18.000 Jahren vor heute. Der Hund von Oberkassel war dabei eines der untersuchten Exemplare.

## Bisherige Altersbestimmung und neue Forschungen
In den Jahren und Jahrzehnten nach 1914 hatten Wissenschaftler neben den Altersbestimmungen, die die geologischen Verhältnisse der Fundstelle ergeben, die Möglichkeit durch Vergleiche der Skelette und der Kulturbeigaben des Grabes mit anderen archäologischen Funden eine historische Einordnung durchzuführen. Seit den 1960er-Jahren gibt es darüber hinaus die Radiokohlenstoffdatierung. Diesem Verfahren wurden 1994 im Rahmen einer Studie an der Universität Oxford Knochenproben aus dem Oberkasseler Doppelgrab unterzogen. Die Datierung ergab 12.200 – 11.500 uncal. BP, das entspricht kalibriert etwa 12.000 – 11.350 v. Chr. Ähnliche Ergebnisse erbrachte eine Untersuchung des Rheinischen Amts für Bodendenkmalpflege im Jahre 1994. Mitarbeiter entnahmen an einer Stelle, die etwa 80 m von der Fundstelle entfernt liegt, Bodenproben aus der Bodenschicht, in der das Grab sich befunden hatte. Martin Street, ein Prähistoriker des RGZM, fasste 1999 in Beiträge zur Chronologie archäologischer Fundstellen des letzten Glazials im nördlichen Rheinland die Ergebnisse der Untersuchungen zusammen. Danach lebten die beiden Oberkasseler Menschen in der Phase des spätesten Magdalénien bzw. der Zeit der Federmesser-Gruppen.
Anlässlich des 100-jährigen Jubiläums der Entdeckung der Fundstelle im Jahr 2014 wurde der Grabkomplex im Rahmen eines Forschungsprojekts des LVR-Landesmuseums Bonn einer kompletten wissenschaftlichen Neuuntersuchung unterzogen. Zu der Frage der Verwandtschaft zwischen den beiden Oberkasselern sagt ein Forscherteam unter Federführung von Johannes Krause, das die DNA von ältesten Skelettfunden aus Deutschland und Europa – z. B. die menschlichen Überreste einer Dreifachbestattung im tschechischen Dolní Věstonice – untersuchte: „Wir wissen nun, dass beide nicht so eng miteinander verwandt waren, wie Geschwister es sind.“ Eine Rolle spielen die Oberkasseler in dieser Studie für die Frage, wann Homo sapiens Afrika Richtung Europa verließ, was auf einen Zeitraum zwischen 62.000 bis 95.000 Jahren vor heute geschätzt wird.
Isotopenanalysen aus den Knochen zeigen, dass sich die Menschen aus Oberkassel überwiegend von Fleisch ernährten, aber auch Süßwasserfische und -muscheln auf dem Speiseplan standen. „Deutlich wird auch, dass das Sammeln von pflanzlicher Nahrung bei modernen Menschen an Bedeutung gewonnen hat.“
Die Isotopenanalysen aus dem Zahnschmelz von Frau und Mann lassen darauf schließen, dass beide in ihrer Kindheit in unterschiedlichen Gebieten ihre Nahrung aufgenommen hatten.
Die DNA-Analyse an Mitochondrien ergaben eine relativ enge Verwandtschaft zu Samen aus dem Norden Skandinaviens. „Daraus lässt sich schließen, dass sich im Norden Europas die Gene der letzten Jäger und Sammler länger erhalten haben und die DNA in unserer Region durch die aus anderen Gebieten eintreffenden Ackerbauern und Viehzüchter über die Jahrtausende überprägt wurde.“ Die Frau hatte mindestens eine Schwangerschaft und Geburt hinter sich.
Der Mann hatte einen Bruch der rechten Elle ebenso überstanden wie eine Verletzung im Bereich des linken Scheitelbeins, die gut verheilte. Ob es sich bei der Schädelverletzung um einen Unfall, einen gezielten Schlag oder ein Wurfgeschoss (Steinschleuder?) handelte, muss bislang offen bleiben.

## Genetik und aktuelle Datierung
Fu et al. (2013) bestimmten die mt-Haplogruppe der Individuen "Oberkassel 998 und 999" als U5b1 und damit als typische mt-DNA der westeuropäischen Jäger und Sammler (WEHG). Die Verfasser haben leider die Datierungen durcheinandergebracht. Ausgehend von den Rohmessungen RCBP und neu kalibriert mit dem aktuellen OxCal 4.4, erhalten wir für
- Individuum 998 mit 11.570±100 RCBP ein μ =11.484 und einen Median = 11.484 ± 101 calBC,
- Individuum 999 mit 12.180±100 RCBP ein μ =12.200 und einen Median = 12.161 ± 228 calBC.

## Fundverbleib und Ausstellung

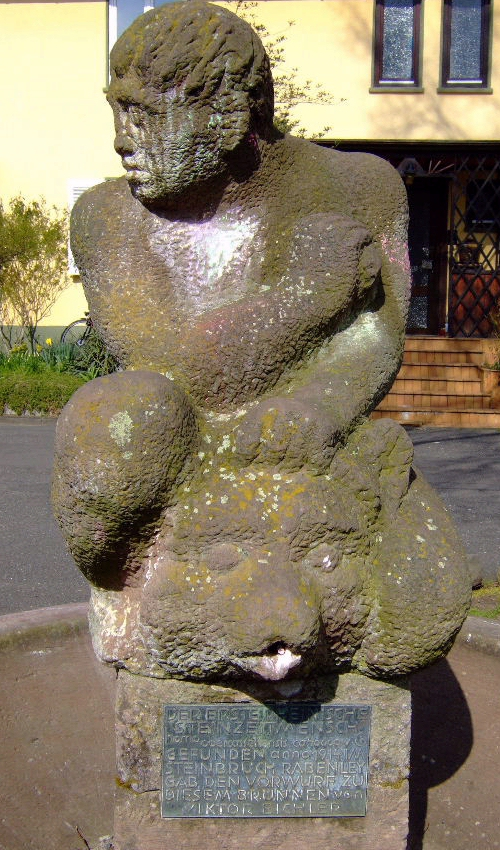
Denkmal für den „Homo obercasseliensis“

Die Skelette und Beifunde aus dem Oberkasseler Grab befinden sich heute im LVR-Landesmuseum Bonn. In der Ausstellung Roots – Wurzeln der Menschheit vom 8. Juli – 19. November 2006 waren sie ein halbes Jahr lang neben den sterblichen Überresten des „Neandertaler-Kindes aus Engis“ (Belgien), neben Skelettresten der frühesten anatomisch modernen Menschen aus Europa („Oase 1 und 2“ aus Rumänien) und vielen anderen Originalfunden zu sehen.

## Rekonstruktionen
Seit dem Fund haben sich immer wieder Künstler und Wissenschaftler ein Bild von den im Oberkasseler Grab bestatteten Toten gemacht und grafische oder plastische Abbilder geschaffen.
Nicht weit von der Fundstelle in Oberkassel entfernt befindet sich ein Denkmal von Viktor Eichler: Der erste rheinische Steinzeitmensch. Der von Eichler im Anschluss an Forschungsansätze aus den 1920er und 1930er Jahren so benannte „Homo obercasseliensis“ hockt dort über einem erlegten Bären. „Homo obercasseliensis“ und Beute befinden sich auf einem Sockel in der Mitte eines Brunnens. Eine Inschrift gibt das Alter des „ersten rheinischen Steinzeitmenschen“ noch mit 40.000 Jahren an.
Als Demoplastik einer Frau vom Ende der letzten Eiszeit wurde für das Neanderthal Museum von Elisabeth Daynès eine weibliche Figur geschaffen, die einen Rekonstruktionsversuch der Frau aus dem Grab in Oberkassel darstellt.
1964 veröffentlichte Michail Gerassimow (1908–1970) eine Arbeit, in der er fossilen Schädeln ein Gesicht gab. Darin finden sich auch Rekonstruktionen der Köpfe der beiden Toten aus dem Oberkasseler Grab.

## Fundort heute

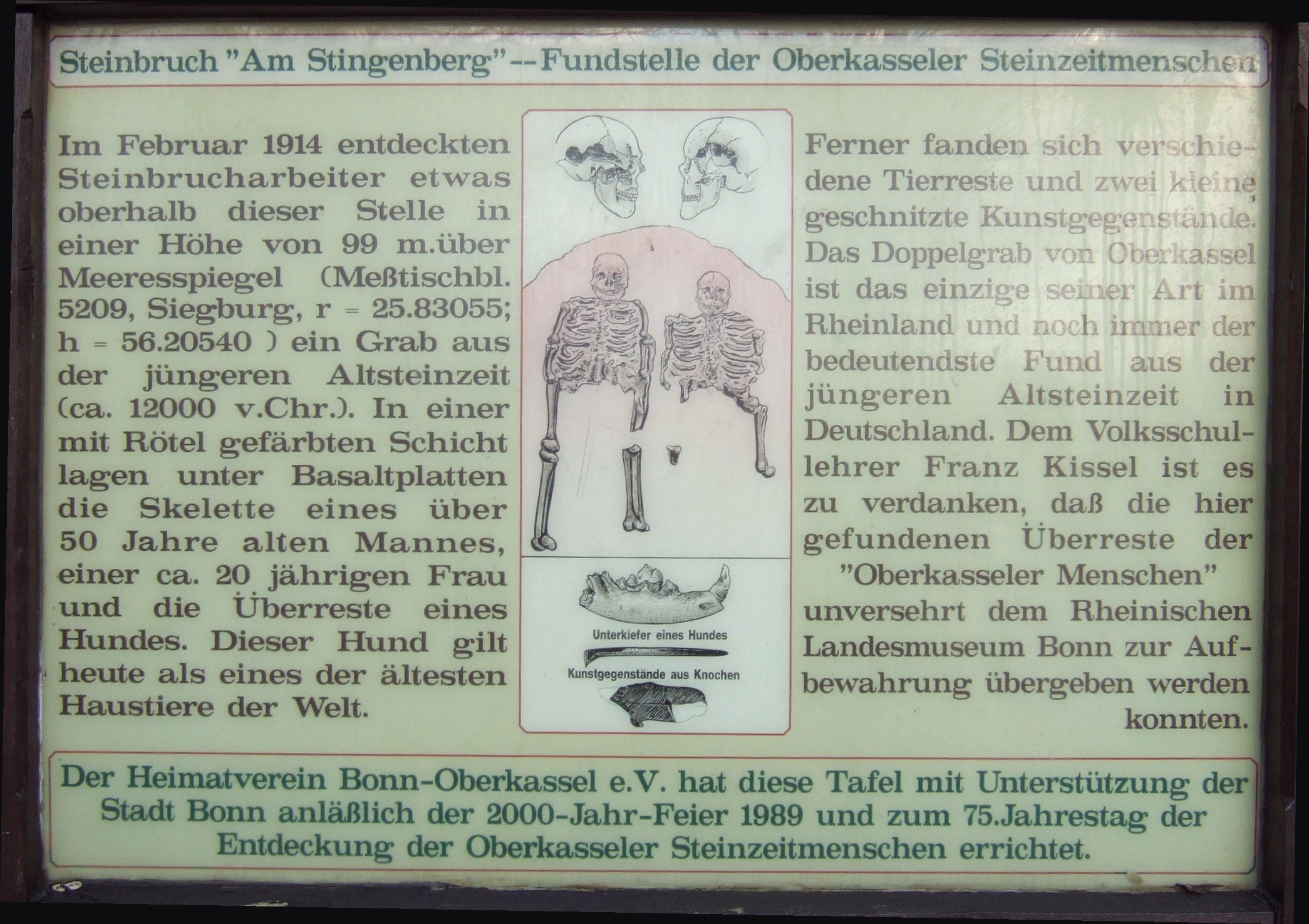
Informationstafel am Fundort

Seit 1989 gibt es in Oberkassel „Am Stingenberg“, etwas unterhalb der tatsächlichen Fundstelle am stillgelegten Steinbruch an der Rabenlay, einen Platz zur Erinnerung an den Fund aus dem Jahr 1914. Eine Tafel, die der Heimatverein angebracht hat, informiert die Besucher und Passanten über die beiden Toten und die Grabbeigaben.
In Erinnerung an Franz Kissel, der nach dem Fund des Grabes dafür gesorgt hatte, dass die Skelette und die Grabbeigaben gesichert wurden, heißt heute eine Straße in Oberkassel Franz-Kissel-Weg.